# Ken Read (zeiler)
Ken Read (Newport, 24 juni 1961) is een Amerikaanse zeiler. Hij is meervoudig wereldkampioen, nam drie keer deel aan de America's Cup en tevens driemaal aan de Volvo Ocean Race.
In 1985, 1986, 1991, 1992, 1993 en 1994 werd Read wereldkampioen in de J24-klasse. In 2003 won hij het wereldkampioenschap in de Etchells-klasse. In totaal heeft hij meer dan veertig wereld-, Noord-Amerikaanse en nationale kampioenschappen op zijn naam geschreven. Hij werd in 1985 en 1995 uitgeroepen tot "Amerikaans zeiler van het jaar".
Hij heeft driemaal deelgenomen aan de America's Cup. In 1999 verzorgde hij de strategie en coaching van het jacht Young America. Verder was hij in 2000 en 2003 stuurman in de campagnes van Stars & Stripes, de jachten van Dennis Connor.
Read's eerste deelname aan de Volvo Ocean Race dateert uit 2005, toen hij de laatste vier etappes meevoer op de Ericsson-boot. In de volgende editie van 2008-09 was hij schipper van het jacht il Mostro van Puma Ocean Racing. Hiermee behaalde hij de tweede plaats in het eindklassement. Het was tevens zijn eerste keer dat hij de wereld omvoer. Read keerde terug in de race in 2011-12, opnieuw als schipper van Puma Ocean Racing. Met zijn bemanning voer hij het jacht Mar Mostro naar een derde plaats in het eindklassement, en domineerde de havenwedstrijden gedurende de race. Na afloop gaf hij aan dat dit zijn laatste deelname aan de Volvo Ocean Race was. 
Read was in 2004 de drijvende kracht achter de groeiende populatiteit van het TP52-jacht aan de oostkust van zijn thuisland. In 2013 is dat uitgegroeid tot de US Super Series, dat onderdeel vormt van de 52 Super Series. 
In 2013 was hij commentator bij de wedstrijden om de America's Cup. In datzelfde jaar werd Read benoemd tot directeur van North Sails, een bekende Amerikaanse producent van zeilen. Hij was al vele jaren werkzaam bij die onderneming. Read is sinds 2013 ook schipper van het jacht Hanuman in de J-klasse-competitie. In 2014 was hij schipper van het Amerikaanse jacht Comanche in de Sydney to Hobart Yacht Race, waarmee hij als tweede over de finish kwam.